# جاك كوبر لوف
جاك كوبر لوف (بالسويدية: Jack Cooper Love)‏ هو لاعب كرة قدم سويدي، ولد في 25 ديسمبر 2001.

## وصلات خارجية
- جاك كوبر لوف على موقع اتحاد السويد (السويدية)
- جاك كوبر لوف على موقع قاعدة بيانات كرة القدم.إي يو (الإنجليزية)
- جاك كوبر لوف على موقع Soccerway.com (الإنجليزية)
- جاك كوبر لوف على موقع عالم كرة القدم.نت (الإنجليزية)